# Cormorant (schip, 1973)
De Cormorant is een drijvende bok van het Nederlandse sleep- en bergingsbedrijf Multraship Towage & Salvage uit Terneuzen. Het schip staat geregistreerd in thuishaven Terneuzen.
Het schip is gebouwd als de Sudopodyom 2, in 1973 werd dat de Sudopodjom 2 en 1999 Magnus. In 2000 kreeg het haar huidige naam. 
Het schip is in 1973 te water gelaten op de werf van Vuyk Engineering Rotterdam. Het schip is ongeveer 54 meter lang, 24 meter breed en heeft een maximale diepgang van 3,68 m en een hoogte van 40 m. De kraan kan in de hoogste positie 65 meter hoog worden. Het schip biedt ruimte aan 20 personen.
De bok heeft een hefvermogen van ongeveer 1.505 ton, terwijl een massa van 1.900 ton gehesen kan worden tot op de waterlijn met behulp van de op het dek aanwezige lieren.
Deze bok heeft verscheidene taken verricht zoals het bergen van de Nieuwpoort 28 en een gezonken cementtanker bij Hansweert.